# تيم كلوتون بروك
تيم كلوتون بروك (بالإنجليزية: Tim Clutton-Brock)‏ (13 أغسطس 1946–) عالم حيوان بريطاني.